# Гринвил (Мисисипи)
Гринвил (енгл. Greenville) град је у америчкој савезној држави Мисисипи.

## Демографија
По попису из 2010. године број становника је 34.400, што је 7.233 (-17,4%) становника мање него 2000. године.
| Група             | 2000.          | 2010.          |
| Белци             | 11.963 (28,7%) | 6.894 (20,0%)  |
| Афроамериканци    | 28.976 (69,6%) | 26.849 (78,0%) |
| Азијати           | 295 (0,7%)     | 251 (0,7%)     |
| Хиспаноамериканци | 297 (0,7%)     | 293 (0,9%)     |
| Укупно            | 41.633         | 34.400         |